# Vivienne Binns
Vivienne Joyce Binns (* 6. Dezember 1940 in Wyong, Australien) ist eine australische Malerin. Sie ist vor allem für ihre prozessbasierte Malpraxis bekannt und hat auch in den Bereichen Emaille, Performance, Installation und als Artist-in-Community gearbeitet. Sie war eine der ersten Künstlerinnen in Australien, die sich kritisch mit Feminismus auseinandersetzte und Pionierarbeit für Dialoge zwischen australischer Kunst und internationalem Feminismus leistete.

## Leben und Werk
Binns war das jüngste von fünf Kindern von Joyce und Norman. Ihr Vater war sechs Monate vor ihrer Geburt in die Armee eingetreten und hatte den größten Teil der fünf Jahre im Nahen Osten und in Papua-Neuguinea gedient, während sie mit ihrer Mutter und den Geschwistern in Young, New South Wales, lebte. 1945, nach Kriegsende, kehrte die Familie Binns nach Sydney zurück, wo Binns aufwuchs.
Sie besuchte von 1958 bis 1962 das East Sydney Technical College. 1962 begegnete sie in der Rudy Komon Gallery der Arbeit von Mike Brown und den Imitation Realists. Danach entwickelten sie und Brown eine enge Beziehung durch ihr gemeinsames Interesse an Kunst, die außerhalb etablierter Schulen und Systeme produziert wurde. Nach ihrem Abschluss arbeitete sie etwa ein Jahr als Telefonistin, verbrachte Ende 1963 mehrere Monate in Melbourne und kehrte Anfang 1964 nach einer kurzen Reise nach Tasmanien nach Sydney zurück.
Binns gelang ein großer Durchbruch, als sie Bilder in Bezug auf weibliche und männliche Sexualität malte, wie Darstellungen der männlichen und weiblichen Geschlechtsorgane, Phallic Monument (1966) und Vag Dens (1967). Diese Arbeiten wurden im Februar 1967 in ihrer ersten Einzelausstellung in der Watters Gallery in Sydney gezeigt. Die Ausstellung von Gemälden und Konstruktionen stieß auf viel Kritik, sowohl wegen der sexuellen Bildersprache einiger der Arbeiten als auch wegen der „unfertigen“, rauen Ästhetik der meisten. Die Werke wurden später alle von 1977 bis 1993 für die Sammlung der National Gallery of Australia erworben. Unmittelbar nach der Ausstellung gab Binns die Malerei auf und begann als Emailleurin zu arbeiten. Einige Jahre lang leitete sie Emaillierkurse in verschiedenen Schulen und Gemeindeeinrichtungen und arbeitete mit Architekten an einer Reihe von Großaufträgen, darunter eine Reihe dekorativer Emailtafeln für die Synagoge von Cremorne und das Lakeside Motel in Canberra. Im Dezember 1972 zeigte ihre Ausstellung Funky Ashtrays in der Watters Gallery extravagant geformte und farbig emaillierte Metallaschenbecher.
In den frühen 1970er Jahren produzierte sie auch eine Reihe kurzlebiger, interdisziplinärer Gemeinschaftsarbeiten, darunter 1971 WOOM, eine Umweltlichtshow, die in Zusammenarbeit mit Ellis D Fogg in der Watters Gallery entstand und 1972 gehörte sie zu einer Gruppe von Künstlern, die zusammenarbeiteten, um The Joe Bonomo Story – a Show of Strengt zu produzieren, eine One-Night-Performance, ebenfalls in der Watters Gallery.

## Gemeinschaftskunstprojekte und Sydney Women’s Art Movement
Binns war eine der wichtigsten Persönlichkeiten in der Entwicklung der Gemeinschaftskunst in Australien. 1972 arbeitete sie mit Tim Burns und Mike Morris an einem der frühesten Community-Arts-Projekte, The Artsmobile, und von 1973 bis 1976 arbeitete sie zwei Tage pro Woche als Außendienstmitarbeiterin für das Community Arts Program des neu gegründeten Australia Council.
Von 1979 bis 1981 arbeitete Binns an einem Community-Arts-Projekt Mothers' Memories, Others' Memories, zuerst an der University of New South Wales und dann im Vorort Blacktown. Von 1981 bis 1983 koordinierte sie  Full Flight – Views of life in the Central Western region of NSW through the creative expression of their living there, das Central Western Arts Project, wo sie zwei Jahre lang in einem Wohnwagen lebte und in Gemeinden von Lithgow aus im Osten bis zum Lake Cargelligo im äußersten Westen des zentralen New South Wales arbeitete.
Binns war 1974 eines der Gründungsmitglieder der Sydney Women’s Art Movement, und die 1976 von ihr koordinierte Gemeinschaftsausstellung Experiments in Vitreous Enamel, Portraits of Women wurde als die erste feministische Gemeinschaftsausstellung beschrieben.
Von Dezember 1977 bis März 1978 ermöglichte ihr ein Reisestipendium des Visual Arts Board Reisen nach England und in die USA. Die meiste Zeit verbrachte sie in New York City, wo sie Mitglieder des 1976 gegründeten feministischen Heresies Collective traf, darunter May Stevens, Miriam Schapiro und Harmony Hammond. Sie besuchte auch Lucy Lippard in England.

## Lehrtätigkeiten und Forschung
Sie begann 1984 wieder zu malen und kehrte nach fast achtzehn Jahren in ihr Atelier zurück, obwohl sie weiterhin an verschiedenen Gemeinschaftskunstprojekten beteiligt war. In den nächsten Jahren malte sie hauptsächlich eine große Anzahl kleiner Gemälde, sowohl abstrakte als auch figurative.
In der zweiten Hälfte der 1980er Jahre unterrichtete sie Malerei und Zeichnen an der australischen Kunstwerkstatt an der University of Sydney School of Architecture, Design and Planning, The Tin Sheds. 1994 unterrichtete sie Malerei und Zeichnen an der Charles Sturt University in Albury, bevor sie nach Canberra zog, um dort eine Lehrtätigkeit an der School of Art der Australian National University (ANU) anzunehmen, wo sie Grundlagen der Malerei, Bildhauerei und Theorie lehrte.
In den späten 1980er Jahren begann Binns sich für die Erforschung des kulturellen Austauschs zwischen Australien und seinen nächsten Nachbarn im asiatisch-pazifischen Raum zu interessieren. 1987 reiste sie als Vorstandsmitglied der NAVA nach Perth und besuchte dort ARX'87 (Artists Regional Exchange) am Perth Institute of Contemporary Art. 1990 wurde ihr eines von sechs Australian Artists Creative Fellowships zuerkannt, welches ihr drei Jahre lang 50.000 US-Dollar pro Jahr zur Verfügung stellte und es ihr ermöglichte, ihre Forschungen fortzusetzen. 1990 reiste sie nach Zentralaustralien und nahm an einem Kurs mit Pitjantjatjara-Frauen teil, um mehr über deren Schöpfungsgeschichten, Kunst und Kultur zu erfahren. Im folgenden Jahr unternahm sie eine Residenz im Studio des Australia Council in Tokio.
Als Ergebnis dieser Erforschung produzierte Binns in den 1990er Jahren ein Werk, das Bilder von James Cook und den Künstlern, die mit ihm reisten, und die Muster von dem traditionell im gesamten Pazifikraum hergestellten Tapa-Rindenbaststoff enthielten.
1995 produzierte Binns die erste einer umfangreichen Serie mit dem Titel In Memory of the Unknown Artist, die die künstlerische Kreativität von Menschen würdigte, die im Allgemeinen nicht als Künstler gelten, wie Designer von Stoffen, Linoleum, Teppichen und Badezimmerfliesen, Hausfrauen und traditionelle Handwerker sowie Wochenendmaler und Straßenkünstler.
2002 führte sie eine Reise in die Kimberleys im Northern Territory zu komplexen Arbeiten, die Motive enthielten, die aus der Landschaft stammten, durch die sie gereist war. Im folgenden Jahr lud sie die Künstler Geoff Newton und Derek O’Connor ein, an einer Reihe von geteilten Leinwänden zusammenzuarbeiten, die jeweils von zwei Künstlern gemalt wurden. Diese Arbeiten entstanden als Ergebnis von ihrem Versuch, selbst in zwei ganz unterschiedlichen Modi auf einer einzigen geteilten Leinwand zu arbeiten.
2006 veranstaltete das Tasmanian Museum and Art Gallery in Partnerschaft mit der University of Tasmania eine Überblicksausstellung über Binns Werk.

## Auszeichnungen
- 1983: Medal of the Order of Australia
- 1985: Ros Bower Memorial Award
- 1986: Ros Bower Memorial Award for Visionary Contribution to Community Art
- 1990–1993: Australian Arts Creative Fellowship
- 2003: Capital Arts Patron Fellowship, Canberra
- 2021: Australia Council Award[3]

## Ausstellungen (Auswahl)
- 1967: Watters Gallery, East Sydney
- 1985: Watters Gallery, East Sydney
- 2022: Vivienne Binns: On and through the Surface. Museum of Contemporary Art, Sydney[3]

## Sammlungen (Auswahl)
- Art Gallery of Australia, Canberra
- Art Gallery of New South Wales, Sydney
- Art Gallery of Western Australia, Perth
- Australian National University, Canberra
- BHP Billiton, Melbourne
- Canberra Museum and Gallery, Canberra
- Griffith University Art Collection, Queensland
- Ian-Potter-Museum of Art, Melbourne
- Kohlberg Kravis Roberts, Sydney
- Monash University Museum of Art, Melbourne
- National Gallery of Australia, Canberra
- National Gallery of Victoria, Melbourne
- Newcastle Region Art Gallery, Newcastle, New South Wales
- Parliament House Art Collection, Canberra
- Perc Tucker Regional Gallery, Townsville, Queensland
- Queensland Art Gallery, Brisbane
- University Art Gallery, Queensland University, Brisbane
- Wesfarmers, Perth